# Григорьев, Виктор Сергеевич (учёный)
Виктор Сергеевич Григорьев (27 декабря 1905, Москва — 17 февраля 1993, там же) — советский учёный, специалист по акустике. Лауреат Государственной премии СССР.

## Биография
Сын писателя Сергея Тимофеевича Григорьева.
Окончил МЭИ (1930).
Работал во Всесоюзном электротехническом институте (1930—1932), в Научно-исследовательском кино-фото институте (1932—1938).
С 1938 года зав. Акустической лабораторией при Управлении строительства Дворца Советов.
С 1944 года работал в АН СССР, в Акустической лаборатории физического института и в Акустическом институте.
Доктор технических наук. Профессор МФТИ.
В 1963—1987 годах — главный редактор Акустического журнала.

## Награды и премии
- Государственная премия СССР.
- Орден Трудового Красного Знамени,
- Орден «Знак Почёта»,
- Орден Октябрьской Революции,
- Медали.